# 호수수오미

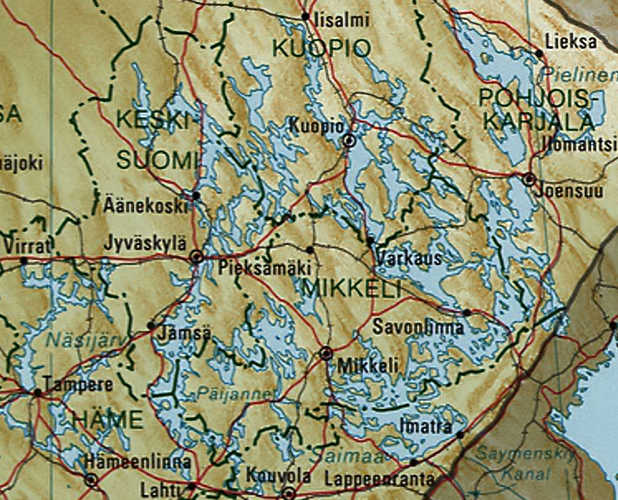

호수수오미(핀란드어: Järvi-Suomi 얘르비수오미[*]) 또는 핀란드 호수지대(영어: Finnish Lakeland)는 핀란드 내륙 중동부의, 크고작은 무수한 호수들로 이루어진 영역이다. 핀란드 국토 면적의 4분의 1 정도를 차지한다.
살파우 능선이 남쪽 경계가 되며, 능선 남쪽의 작은 호수들은 능선 북쪽의 호수수오미와 구분된다. 서남쪽 경계 너머로는 로이마와 사타쿤타의 평지가 있다. 서북쪽으로는 수오미 능선의 습원지대와, 동북쪽으로는 피엘리넨호 너머의 구릉지대와 경계를 맞댄다. 해서 호수수오미의 영역은 남북으로 350 킬로미터, 동서로는 350 킬로미터 정도 된다. 워낙 넓은 영역이기 때문에 내부적으로도 각 지점마다 식생과 기후가 다르다.

## 자연지리

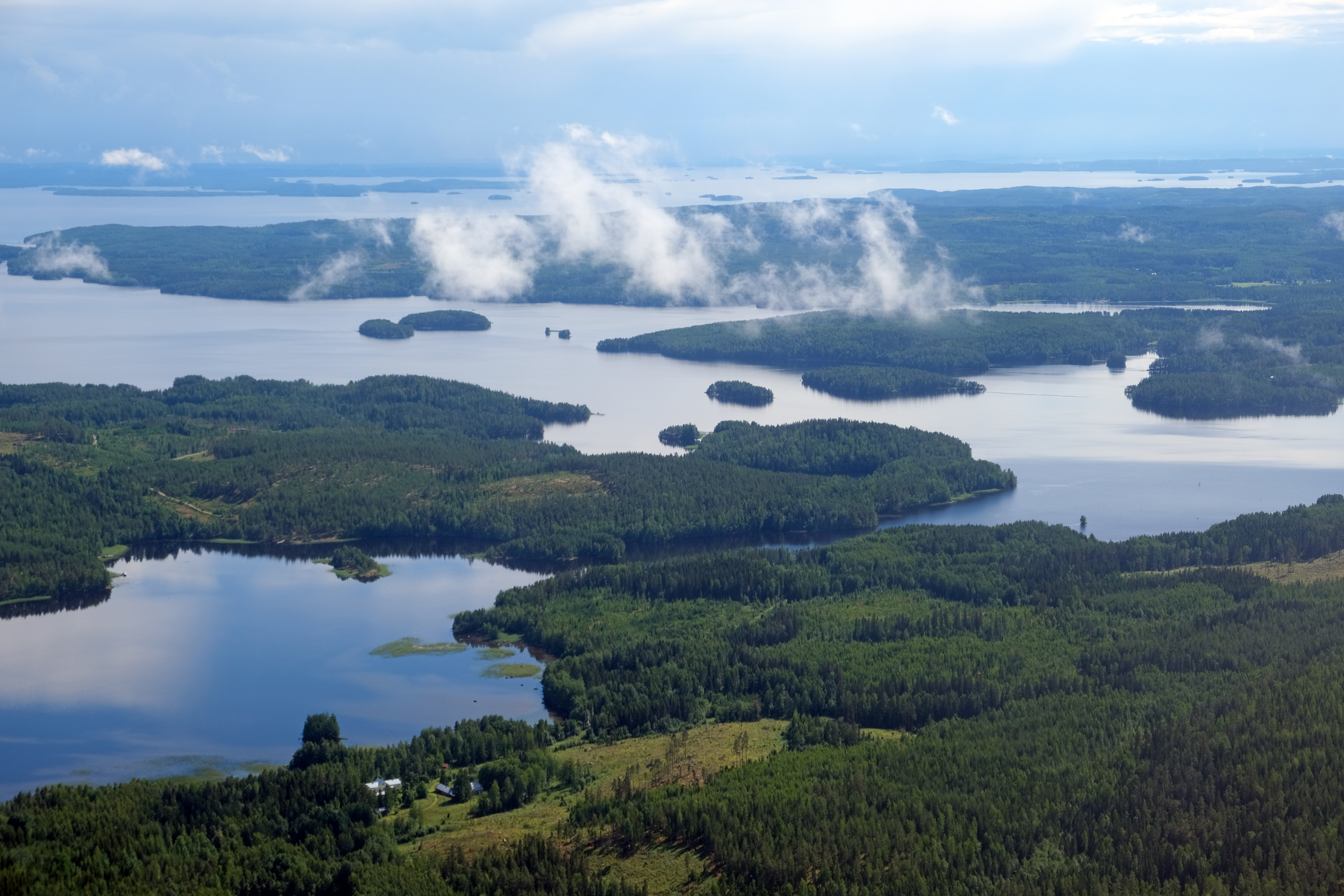
패이얜네호.

핀란드 전국의 면적 대 수면비는 9.9% 정도이지만, 호수수오미에서는 그 비율이 50%를 초과한다. 대형 호수들의 평균 수심은 10 - 15 미터이고, 작은 호수들의 평균 수심은 2 미터 정도다. 핀란드에서 가장 큰 호수 10개 중 7개(사이마호・패이얜네호・피엘리넨호・이소칼라호・케이텔레호・이소랭겔매베시호・풀라호)가 호수수오미에 위치한다. 호수수오미의 수계로는 부옥시강 수계, 퀴미강 수계, 코케매키강 수계가 있다. 이 일대의 모든 수체는 이 수계들에 속한다.
호수수오미의 지형은 전체적으로 남쪽으로 치우치게 평탄한 모양이지만, 사이사이에 험준한 구릉이나 산이 있다. 기반암이 빙하에 침식된 계곡과 절벽이 다수 존재하며, 이와 같은 빙하의 흔적은 서북-동남 축선을 따라 형성되었다. 빙하기 이후 남겨진 빙퇴구들 가운데는 길이가 수 킬로미터에 달하는 것도 있다. 호수수오미 북부는 분수령으로, 거기서 갑자기 고도가 해발 200 미터급으로 치솟는다. 대부분의 호수는 해발고도가 100 미터가 되지 않으며, 가장 큰 사이마호의 해발고도는 76 미터다.
호수수오미는 면적의 80%가 숲으로 덮여 있다. 식생은 소나무・자작나무・오리나무가 주되다. 낙엽수림은 쿠오피오 낙엽수림과 리페리 일대에서만 나타난다. 지형에 굴곡이 있기에 습지의 발달은 상대적으로 미비하다.

## 인문지리
예로부터 호수수오미 지역에서 인간의 정착은 수변을 따라 이루어졌다. 인구밀도는 아무래도 남해안지대에 비해 낮다.

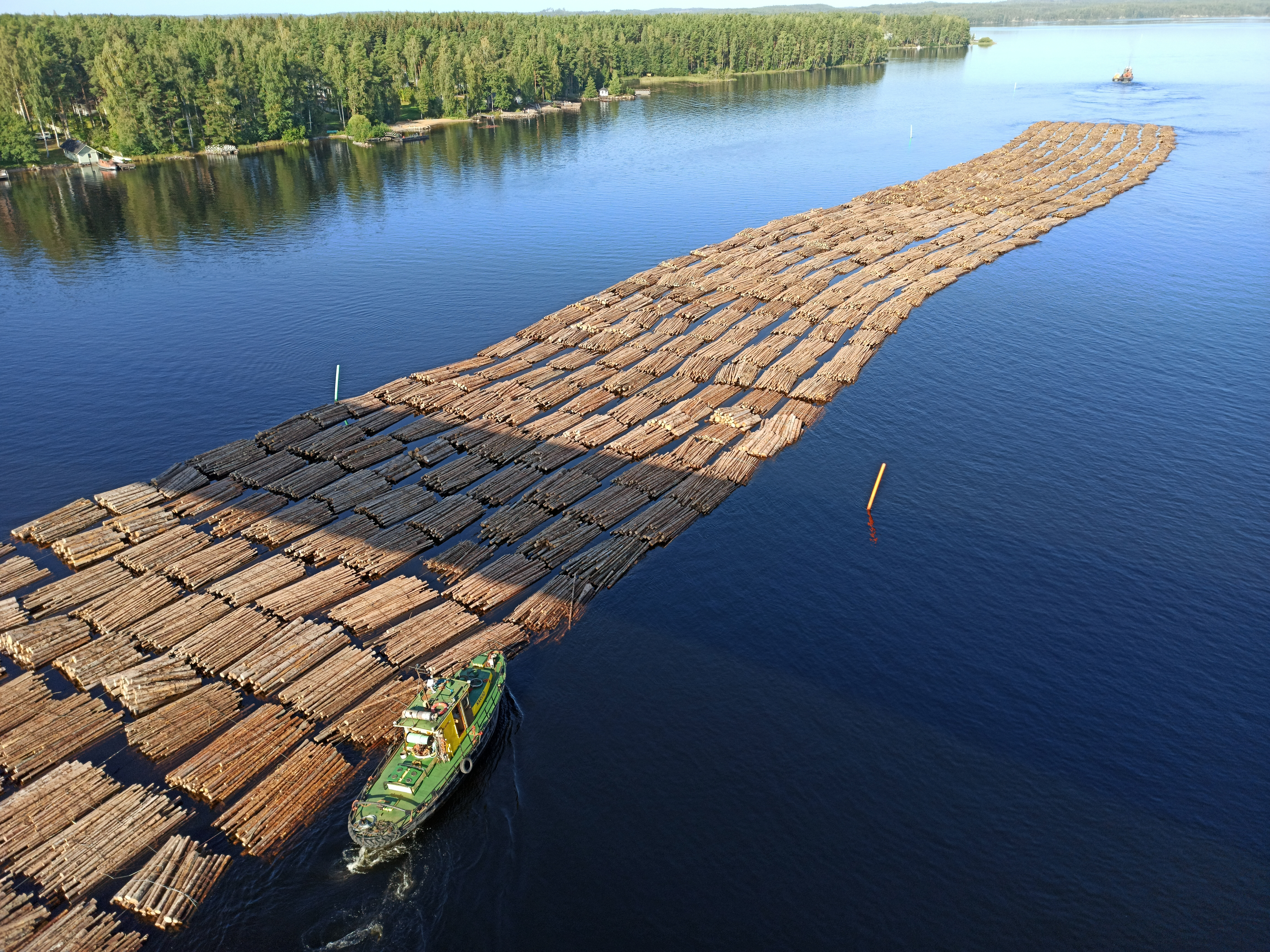
사이마호의 목재 유송.

호수수오미의 미궁과 같은 크고작은 무수한 호수들은 육상교통에 심각한 애로사항이 되지만, 역으로 목재 유송과 같은 내륙수운에는 유리한 조건이 되어 주었다. 준설과 운하 준공을 통해 이러한 내륙수운은 더욱 개선되었다. 또한 풍부한 삼림자원이 있기에, 유속이 빠른 수로 주위로 임업 중심지가 형성되었다. 탐페레・발케아코스키・노키아・애네코스키・바르카우스・쿠산코스키・이마트라 등이 이런 식으로 물가에 형성된 임업도시였다. 또한 이위배스퀼래・라흐티・헤이놀라・요엔수・라펜란타 등 다른 도시들의 발전에도 임산업이 유의미한 영향을 끼쳤다.

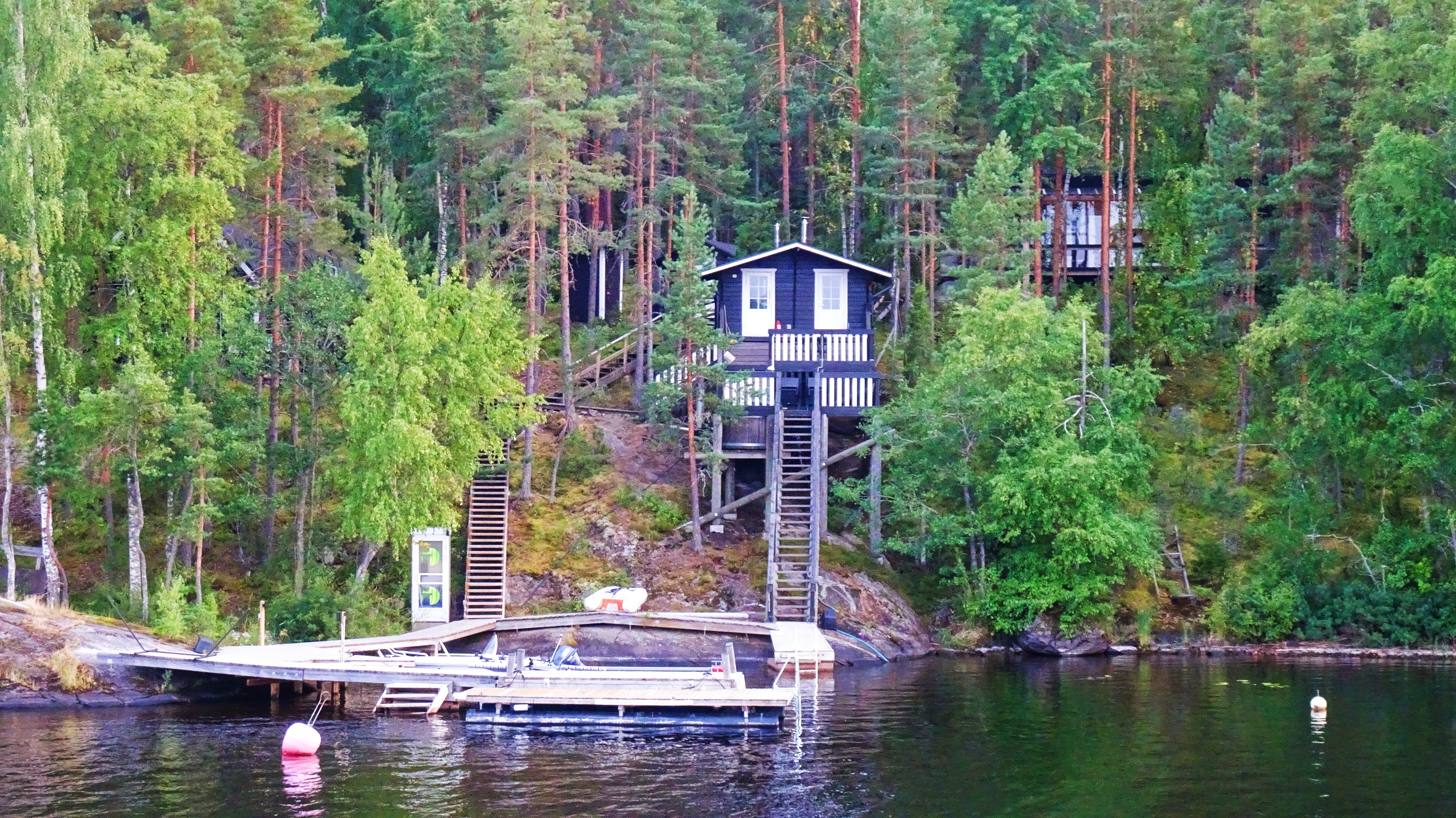
사이마호의 여름별장.

호수수오미는 핀란드인들이 즐겨 찾는 휴양지이기도 하다. 무수한 수변마다 케새뫽키(kesämökki)라는 여름별장들이 지어져 있으며, 관광지도 많다. 외국인 관광객도 많이 찾는다.

## 같이 보기
- 핀란드 다도해

## 참고 자료
- Suomenmaa. Helsinki: Valitut palat, 1997. ISBN 951-584-268-9.